# Parakalummidae
Parakalummidae zijn  een familie van mijten. Bij de familie zijn 6 geslachten met circa 50 soorten ingedeeld.